# Gianni Morandi
Gianni Morandi (născut Gian Luigi Morandi, n. 11 decembrie 1944, Monghidoro, Emilia-Romagna, Italia) este un cântăreț, actor și animator italian.

## Tinerețea
Gian Luigi Morandi s-a născut într-un mic sat numit Monghidoro. Tatăl lui, Renato, a fost activ în cadrul Partidului Comunist Italian și Gianni îl ajuta cu vânzarea ziarelor. La o vârstă fragedă, Morandi a lucrat ca lustruitor de pantofi, cizmar și ca vânzător într-un cinematograf. A susținut mici concerte, dintre care unele au fost în timpul activităților Partidului Comunist.

## Cariera
A debutat în 1962 și a susținut mai multe festivaluri de cântece populare, inclusiv festivalul Canzonissima în 1969. În 1962 a devenit celebru în Italia cu piesa "Fatti mandare dalla mamma", și a rămas faimos în Italia pe tot parcursul acelui deceniu.
În 1970, el a reprezentat Italia la concursul Eurovision cu "Occhi di ragazza". Cariera sa a intrat în declin în 1970, dar a revenit pe scenă în 1980. El a câștigat Festivalul de la Sanremo, în 1987, cu "Si puo dare di più" împreună cu Enrico Ruggeri și Umberto Tozzi, plasat pe locul al doilea în 1995 și pe locul al treilea în 2000.
Se estimează că Morandi a vandut 50 de milioane de înregistrări.
Cântecele sale "In Ginocchio da te", "Non, son degno di te" și "Scende la Pioggia" au avut peste un milion de vânzări, și Morandi a câștigat Discul de Aur. El a scris o serie de cărți autobiografice. Au apărut multe filme pe baza cărților sale. În televiziune l-a jucat pe Claude Jade soțul lui Davide din seria apărută în 1984 - "Voglia di volare".
De asemenea, el a jucat în mai multe seriale și a fost gazda multor televiziuni celebre italiene.

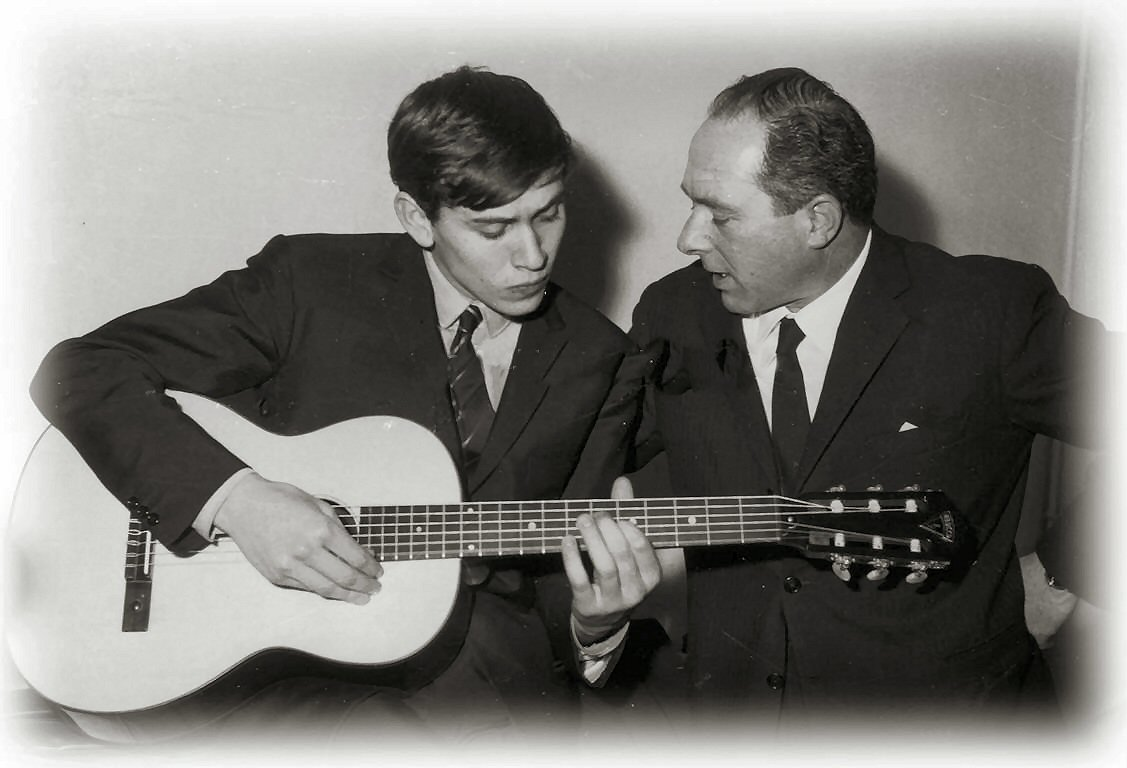
Morandi cu Oliviero Pigini, antreprenor italian, fondatorul fabricii de instrumente muzicale EKO

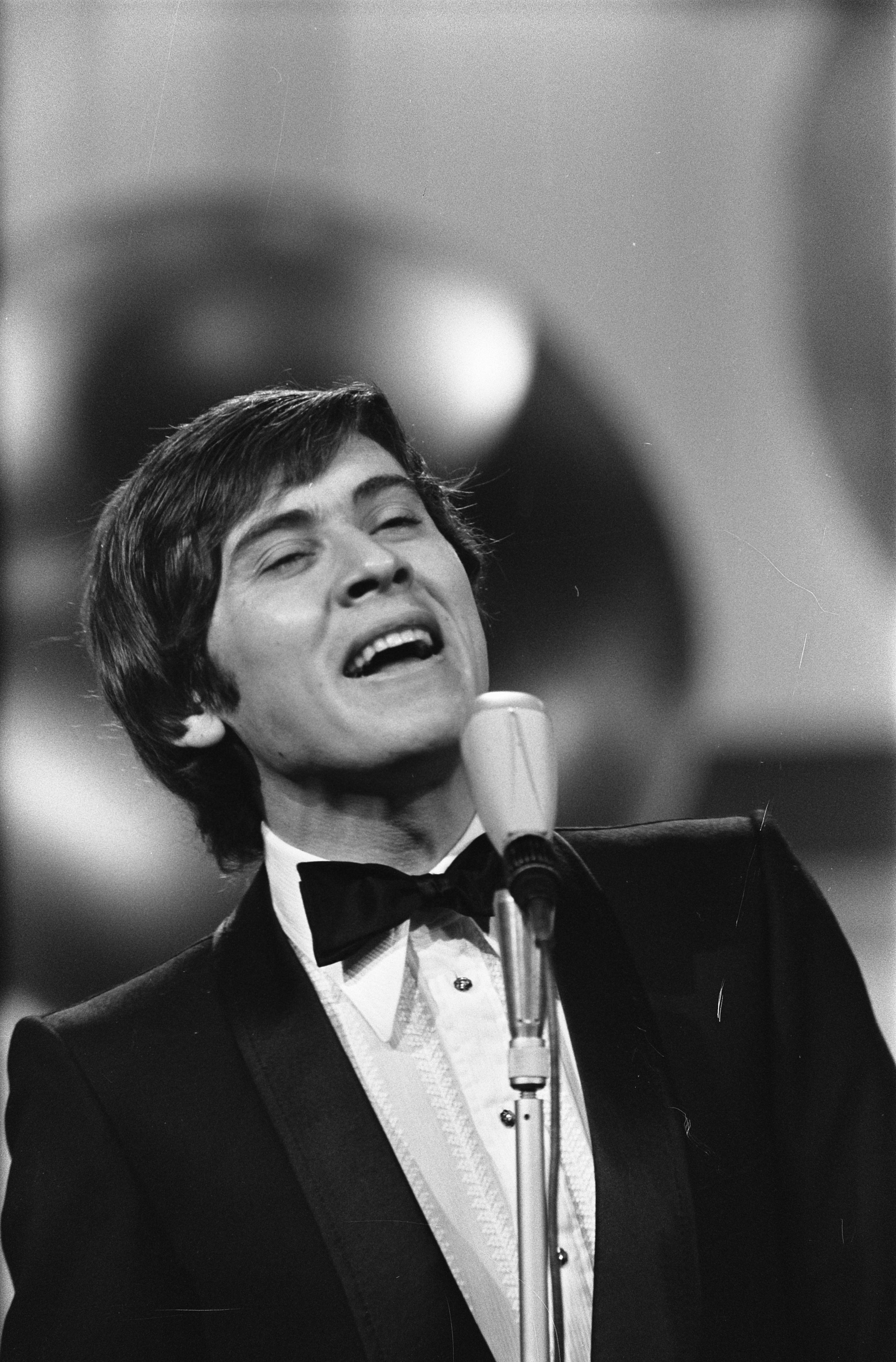
Gianni Morandi la Festivalul Eurovision din 1970

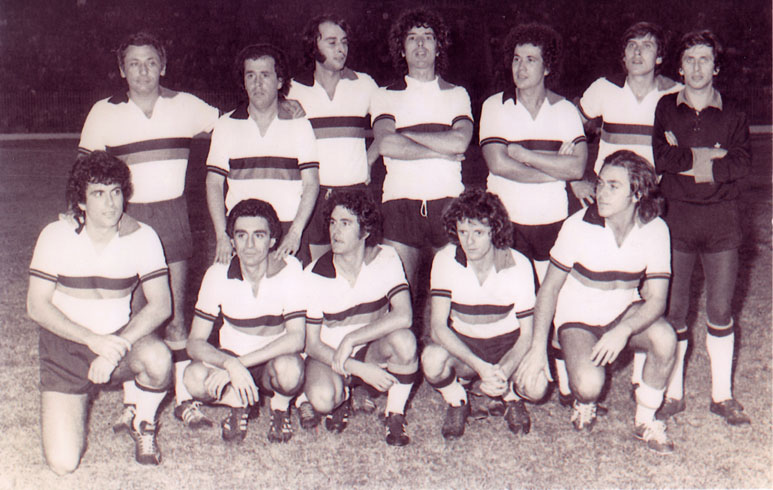
Morandi în echipa de fotbal (alături de cel îmbrăcat în negru)

Morandi a fost ales pentru a fi prezentator la Festivalul Muzical de la Sanremo 2011, împreună cu Belén Rodriguez și Elisabetta Canalis. S-au alăturat și actori de comedie precum Luca Bizzarri și Paolo Kessisoglu la spectacoul satiric Le Iene. În octombrie 2011, a fost prezentator de muzică și la Festivalul Muzical de la Sanremo 2012.
Din 2010 Gianni Morandi este președinte de onoare al echipei de fotbal Bologna Football Club 1909 S.p.A. În 2017 a intepretat melodia Volare alături de Fabio Rovazzi.

## Filmografie selectivă
- 1964 În genunchi mă întorc la tine (In ginocchio da te), regia Ettore Maria Fizzarotti
- 1965 Nu aș putea trăi fără tine (Se non avessi più te), regia Ettore Maria Fizzarotti
- 1965 Nu sunt demn de tine (Non son degno di te), regia Ettore Maria Fizzarotti
- 1970 Castanele sunt bune (Le castagne sono buone), regia Pietro Germi

### Conținutul filmului În genunchi mă întorc la tine
Filmul îl prezintă pe Gianni, un fiu de țăran care visează să ajungă compozitor și cântăreț renumit. Dar un ordin de chemare în armată îi schimbă planurile. Ajuns în cazarma din Neapole, Gianni o întâlnește pe Carla, fiica unui subofițer, de care se îndrăgostește.  Apoi a fost invitat să cânte la serbarea unui prieten, Giorgio. Acolo o întâlnește pe Beatrice, sora lui Giorgio, care se îndrăgostește de Gianni și încearcă să-l cucerească. Carla devine geloasă, crezând că Gianni o iubește pe Beatrice. Dar tânărul nu se poate decide ce fată să iubească. Nu se poate decide cine i-ar putea fi aleasa.

## Viața personală
În anii 1966-1979 s-a căsătorit cu actrița italiană și prezentatoarea TV Laura Efrikian (născută la 14 iunie 1940). În această căsătorie s-au născut trei copii:
- Serena Morandi (fiica cea mare, a trăit doar câteva ore).
- Marianne Morandi (născută pe 14 februarie 1969).
  - Nepoții de la Marianna: Paul (născut 1995) și John (născut în 2001).
- Marco Morandi (născut la 12 februarie 1974).
  - Nepoții de la Marco: gemenii Leonard și James (născuți în 2007) și Thomas (născut în 2009).

## Legături externe
Materiale media legate de Gianni Morandi la Wikimedia Commons
- MorandiMania - Site oficial
- Archivio di Rai Uno - Biografie pe raiuno.rai.it
- Gianni Morandi la Internet Movie Database
- IMDb

| Predecesor: Iva Zanicchi cu Due grosse lacrime bianche | Reprezentant al Italiei la Concursul Muzical Eurovision Eurovision 1970 | Succesor: Massimo Ranieri cu L'amore è un attimo |